# Kgope
Kgope est une ville du Botswana.